# Vùng đất Chung
Vùng đất Chung hay Các Vùng đất chung (tiếng Hà Lan: Generaliteitslanden; tiếng Đức: Generalitätslande; tiếng Anh Generality Lands hay Common Lands) chiếm khoảng 1/5 lãnh thổ của Cộng hòa Hà Lan, được điều hành trực tiếp bởi "States-General". Nó không giống như 7 tỉnh Hà Lan: Holland, Zeeland, Utrecht, Gelderland, Overijssel, Friesland và Groningen, Các Vùng đất Chung không có Hội đồng tỉnh, và cũng không có đại diện trong chính quyền trung ương. Nếu nhìn ở góc độ kinh thế, thì lãnh thổ này bị bóc lột với thuế nặng. Như một học giả đã từng nói:
"Trở lại với Hà Lan, những vùng đất này được gọi là Vùng đất Chung trong một thời gian dài được quản lý như một loại thuộc địa nội địa, trong đó người Công giáo được xem là công dân hạng hai". 